# Herb powiatu wieluńskiego
Herb powiatu wieluńskiego – jeden z symboli powiatu wieluńskiego, ustanowiony 16 grudnia 1998.

## Wygląd i symbolika
Herb przedstawia na tarczy w polu czerwonym Baranka Bożego w złocistej aureoli, stojącego na wzniesieniu koloru zielonego, zwróconego w lewo. Podtrzymuje on, uniesioną nieco do góry prawą nogą przednią, chorągiewkę trójsferową na drzewcu zwieńczonym krzyżem. Z piersi Baranka spływa strumień krwi do złocistego kielicha.